# Cerithiopsis ara
Cerithiopsis ara là một loài ốc biển, động vật chân bụng trong họ Cerithiopsidae, được tìm thấy ở Biển Caribe và Vịnh Mexico. Nó được Dall and Bartsch mô tả năm 1911.

## mô tả
Chiều dài tối đa của vỏ ốc được ghi nhận là 3,2 mm.

## Môi trường sống
Độ sâu tối thiểu được ghi nhận là 24 m. Độ sâu tối đa được ghi nhận là 55 m.